# Akagi (1888)

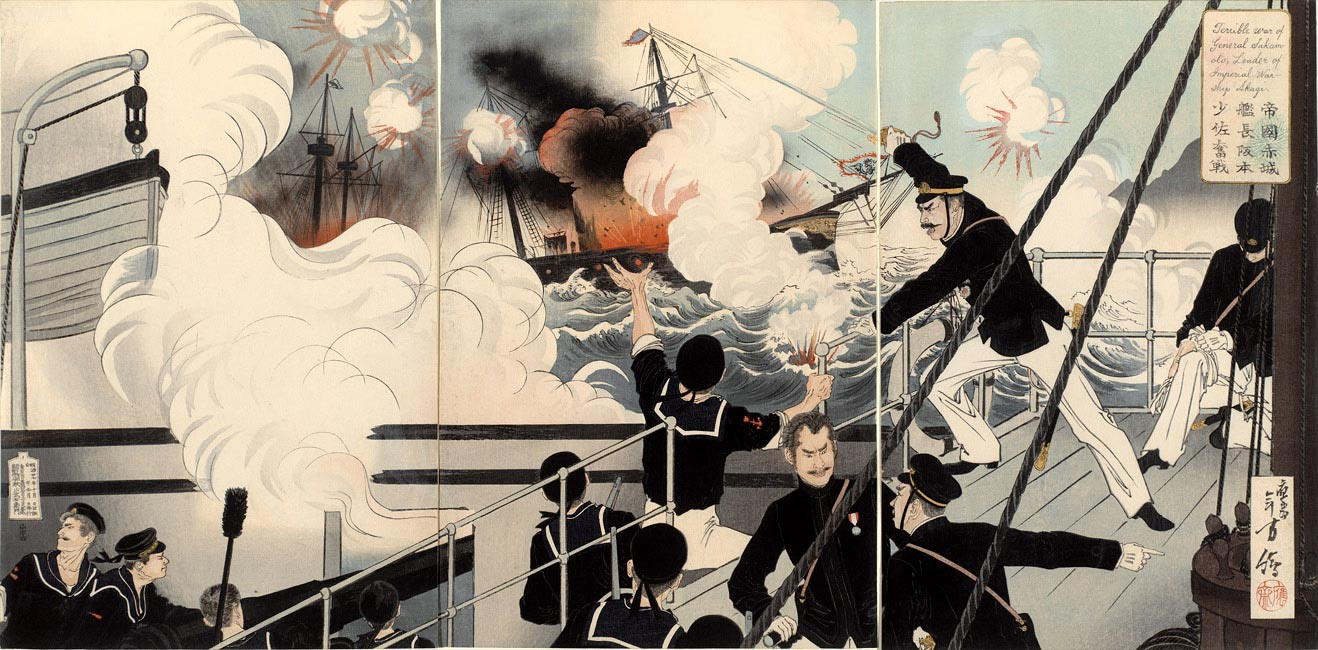
Drzeworyt przedstawiający dowódcę „Akagi” w bitwie pod Yalu

Akagi (jap. 赤城) – kanonierka japońskiej marynarki wojennej, czwarty i ostatni okręt typu Maya. Wziął udział w wojnie chińsko-japońskiej, w trakcie której został uszkodzony, i w wojnie rosyjsko-japońskiej.

## Budowa i opis
Budowane w stoczniach japońskich kanonierki typu Maya były niewielkimi okrętami o mieszanej, żelaznej lub żelazno-stalowej konstrukcji. „Akagi” od swoich poprzedników odróżniał się w pełni stalowym kadłubem i podniesionym forkasztelem. Okręt posiadał także sponsony burtowe dla broni maszynowej, a w przededniu wojny chińsko-japońskiej na fokmaszcie zamontowano mu mars bojowy, na grotmaszcie zaś – bocianie gniazdo. Dla dalszego odróżnienia od innych jednostek swego typu „Akagi” miał namalowany na burcie czarny pas.
Okręty napędzały dwie maszyny parowe podwójnego rozprężania o mocy 960 ihp (inne źródło: 700 hp); parę dostarczały dwa cylindryczne kotły a 2 śruby nadawały prędkość 12 węzłów. Zapas węgla wynosił 60 ton; kanonierka miała też pełne ożaglowanie typu szkuner.
W 1894 „Akagi” uzbrojony był w cztery armaty kalibru 120 mm i sześć działek Hotchkissa kal. 47 mm. F.T. Jane pisał o dwóch działach kal. 120 mm, francuskiego typu Hebrieu, unikatowych w skali światowej. Te bardzo potężne działa były nieco zbyt silne dla małej kanonierki i po silnych wstrząsach w czasie testów używano zawsze zmniejszonych ładunków prochowych. Jednak pod Yalu użyto pełnych ładunków, zaś armaty okazały się bardzo użyteczne w czasie walki. Ich wadą było szybkie zużywanie się luf.

## Służba
Przed wojną chińsko-japońską okręt wchodził w skład tzw. Stałej Eskadry floty japońskiej. Tuż przed wybuchem konfliktu wysłany z eskadrą adm. Sukeyukiego Itō na wody koreańskie, gdzie wykonywał w czerwcu 1894 roku zadania patrolowe na wodach Zatoki Asańskiej, a część załogi weszła w skład oddziału osłaniającego lądowanie japońskiego ministra. „Akagi” meldował o lądowaniu chińskich wojsk w zatoce, natomiast po bitwie pod Pungdo i starciach na lądzie kontrolował w lipcu obecność chińskich wojsk w Asanie.
Podczas decydującej bitwy z chińskimi siłami u ujścia Jalu okręt należał do najsłabszych i najwolniejszych jednostek obecnych na polu walki, dlatego adm. Ito nakazał mu, wraz z uzbrojonym transportowcem „Saikio Maru”, pozostanie poza linią sił głównych. Po początkowym starciu, na skutek zmieszania się szyków, wraz z „Hiei” i „Saikio Maru” stał się celem ataku chińskich sił głównych. Pocisk kal. 305 mm ściął grotmaszt i zabił dowódcę, kpt. Hachiroto Sakamotę. Zastępca dowódcy został ranny zaraz potem. Komendę przejął oficer nawigacyjny, Tetsutaro Sato. Ranny odłamkiem pocisku z krążownika „Laiyuan”, został zastąpiony przez kolejnego oficera, by ponownie przejąć komendę, gdy i ten odniósł obrażenia. W pewnym momencie „Akagi” atakowany był przez dużo większe krążowniki „Laiyuan” i „Zhiyuan” oraz kanonierkę „Guangjia”. Ich pociski zdemolowały pokład, ale uszkodzenia nie zagrażały żywotnym częściom okrętu. Groźne było trafienie, które przecięło przewód parowy, dusząc obsadę maszynowni kłębami pary i utrudniając donoszenie amunicji, którą musiano podawać przez kanał wentylacyjny. Podoficer Ichijiro Isobe zdołał jednak szybko zatamować przeciek kocem, dzięki czemu okręt nie stracił na prędkości i zdołał ujść prześladowcom. Ostatecznie kanonierkę i „Saikio Maru” ocaliło przybycie z odsieczą Szybkiej Eskadry adm. Tsuboi, którego krążowniki zatopiły „Zhiyuana” i uszkodziły „Laiyuana”, do czego przyczynił się też celny ogień z „Akagi”, wywołując na chińskim krążowniku pożar.
„Akagi” należał do najpoważniej uszkodzonych okrętów japońskich, tracąc 2 zabitych i 9 rannych oficerów, oraz 2 zabitych i 15 rannych marynarzy. Uszkodzenia obejmowały maszt, wyposażenie pokładu, mostek i osłonę jednego z dział. Na pamiątkę akcji, przez kilka lat okręt pozbawiony był głównego masztu.
Po naprawach, okręt uczestniczył w operacjach przeciw Lüshun, w składzie 4. Eskadry Szybkiej, ostrzeliwując 6 listopada chińskie pozycje pod Dalian. 21 listopada, w dniu szturmu na miasto, kanonierka, wraz z innymi okrętami, atakowała forty na wschód od głównej twierdzy w Lüshun.
Podczas oblężeniu Weihaiwei 30 stycznia 1895 wraz z resztą eskadry ostrzeliwał chińskie baterie nadbrzeżne; następnego dnia flotylla prowadziła działania pozoracyjne. 3 lutego jego eskadra prowadziła rozpoznanie skutków ostrzału pozostałych okrętów, a 7 lutego, razem z eskadrami 2. i 3., atakowała fort na wyspie Ji.
W czasie wojny rosyjsko-japońskiej „Akagi” wraz z siostrzanym „Chōkai” i torpedowcami eskortował statki, którymi Japończycy próbowali zablokować wejście na wewnętrzną redę Portu Artura (Lüshun) w nocy z 2 na 3 maja 1904 roku. Dwa dni później wspierał lądowanie wojsk japońskich niedaleko Pikouzhen, osłaniając oddziały rozpoznawcze ogniem artylerii, m.in. przepłaszając oddział 100 Kozaków. 15 maja „Akagi” i „Akitsushima”, „Chiyoda”, „Suma”, „Akashi”, „Ōshima” oraz „Uji” prowadziły rozpoznanie wybrzeża wokół Jinzhou. Następnej nocy, w gęstej mgle, podczas odkotwiczania,  „Akagi” staranował „Ōshimę”, która zatonęła, szczęśliwie bez strat w ludziach. W kolejnych dniach okręty wspierały wojska atakujące pozycje rosyjskie wokół Jinzhou. Wsparcie to, w szczególności płytko zanurzonych kanonierek „Akagi” i „Chōkai” było bardzo ważne podczas głównego szturmu na przesmyk prowadzący do Portu Artura, 26 maja 1904. Ich stosunkowo ciężkie działa (4 × 120 mm na „Akagi” oraz 1×210 mm i 1  × 120mm na „Chōkai”) były w stanie nieco zrównoważyć przewagę artylerii rosyjskiej, wyposażonej w armaty kalibrów 120 i 150 mm, której japońska armia mogła przeciwstawić tylko lekką artylerię polową. Nieco dalej od brzegu operowały „Tsukushi” i Heien”, które jednak musiały się wycofywać, gdy ustępował przypływ, podczas gdy kanonierki zapewniały wsparcie cały czas, atakując rosyjskie baterie koło Nanguanling.
Okręt aktywnie wspomagał ataki na główną twierdzę, zwłaszcza we wrześniu, gdy wraz krążownikiem „Saien” przyszło im zastąpić utracony kilka dni wcześniej „Heien”. W listopadzie, gdy toczyły się zaciekłe walki o główną linię obrony, „Akagi” ponownie otrzymał zadanie podejścia jak najbliżej do brzegu i wsparcia wojsk lądowych. W czerwcu 1905 okręt w składzie 9. Flotylli 4. Eskadry uczestniczył w operacjach mających na celu zajęcie Sachalinu.

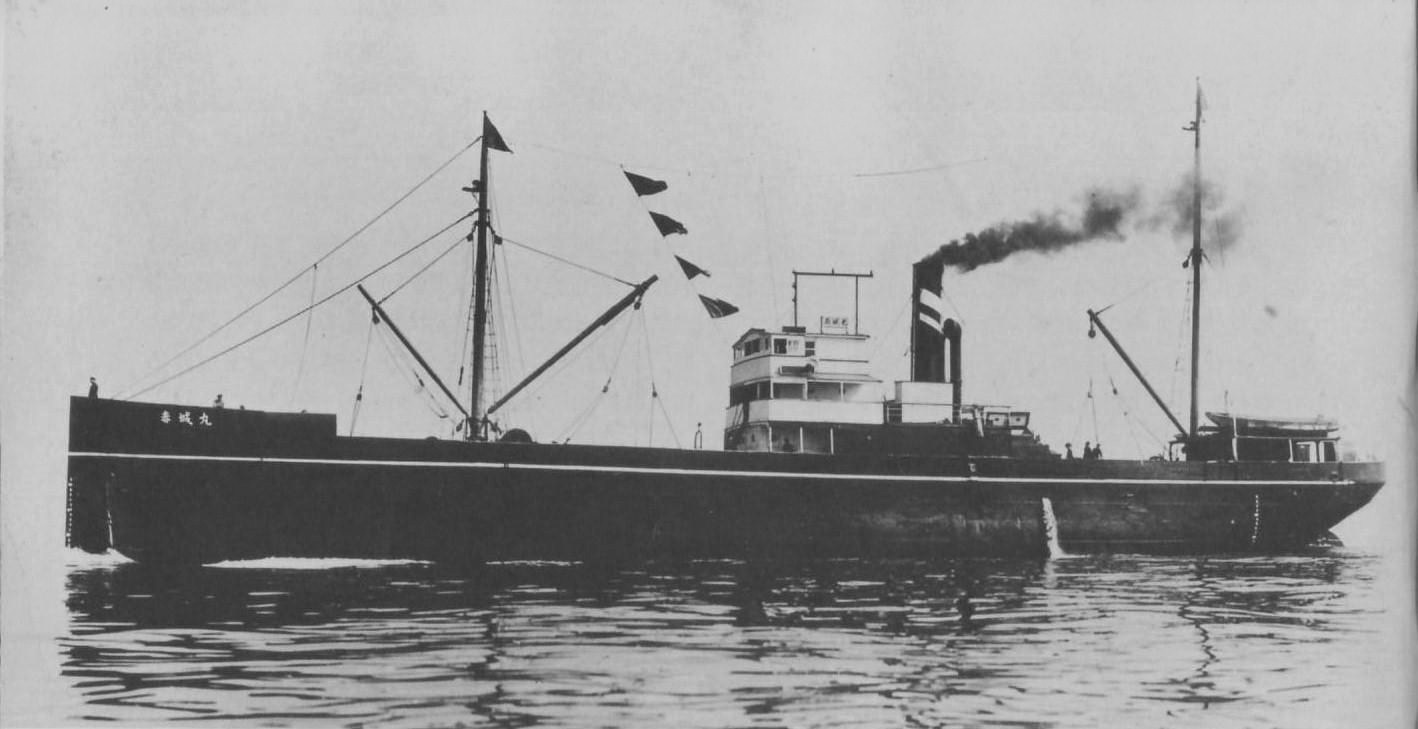
„Akagi Maru” – przebudowana kanonierka „Akagi”

„Akagi” został sprzedany przez flotę w 1912. Przebudowany na statek handlowy, pływał pod nazwą „Akagi Maru” do 1945, gdy zatonął podczas tajfunu. Podniesiony, pływał do 1946, gdy wpadł na minę. Ponownie podniesiony i wyremontowany, służył do 1953, kiedy to został zezłomowany.